# 雙 Pair of Love
《雙 Pair of Love》是一部由導演張凱傑以及副導演李瑞儂執導，大學生何育齊、李家慶、范家榛以及曾慶珊主演，長達40分鐘30秒的一部微電影。這部微電影是台灣銘傳大學數位媒體設計學系的第七屆畢業作品。這部微電影是依據真實故事而改編的，講述在台灣陽明高中三年十九班的四名高中生，一對男同性情侶以及一對女同性情侶的愛情故事。

## 電影命名
將畢業製作主題以影像呈現同性戀議題的笑蓮影像工作室，成員由陳昱禎、蕭秉亞、李瑞儂、張凱傑、潘孟婷、黃琳淵所組成。主題取名為《雙》，一方面將劇情分成兩線，另一方面則是關於性向方面的探討。向來備受爭議的同性戀者，總是遭受外界投以異樣眼光看待，所背負的輿論壓力與同儕間的排擠、批判，讓許多同性戀者不敢面對內心真正的自己，產生恐懼、退縮，無法勇敢追愛。組員也希望藉由這次議題的發揮，讓社會大眾給予同性戀者更多的戀愛空間，跳脫以往舊有的觀念，讓同性戀者也能受到平等待遇。

## 劇情簡介
林政哲（何育齊 饰）、何維倫（李家慶 饰）、郭依芹（范家榛 饰）和李艾隣（曾慶珊 饰）是就讀台灣桃園陽明高中三年十九班的同班同學和好友。這部微電影主要是圍繞著這兩對同性情侶的愛情故事，展開情節。依據被切割為三截的微電影，分別為“親密+暗戀+初戀”、“分手”以及“復合”。
在這部微電影中，依據編劇以及故事設定，兩位男主角的故事為“明線”，是這整部微電影的重點；相比下兩位女主角的故事較為“暗線”，多為方便連接劇情而設。

### 初戀
林政哲和何維倫是同班的好朋友兼死黨，兩個人喜歡一起打球、一起溫習功課、一起上學下課以及放學，兩人的友誼友好到到親密地無懈可擊。與此同時，他們兩個人的異性知心好友—郭依芹以及李艾隣也友好到關係曖昧。但不同的是，兩位男主角本身原本並不是同性戀。
在第一幕，導演透過許多鏡頭讓觀眾感受到其兩為男主角之間友誼的友好親密程度，包括兩人在學校籃球場旁的更衣室里嬉戲、何維倫在駕駛機車時林政哲緊密擁抱著何維倫、到對方家溫習功課以及玩遊戲等的“友誼”交集。林政哲和何維倫在游泳池中，一幕狂吻戲后確定了兩人的關係。

### 分手
在女主角方面，郭依芹与李艾陵在房間里擁吻的時候忘記鎖上房間門，不小心被年老多病的母親撞見并暈倒緊急送入醫院，最終郭依芹与李艾陵被迫分手。而男主角方面，林政哲因為與何維倫的關係曖昧被籃球隊的隊友指指點點，最後因為毆打隊長而被趕出球隊并被取消參加全國賽的資格。兩對情侶最後都因為旁人的輿論壓力下慘淡分手。

### 復合
在兩對情侶分手後，林政哲和何維倫在學校碰見對方時也沒有任何交談，之後林政哲嘗試和女主角郭依芹交往。兩人外表看似非常甜蜜，一起逛夜市、一起吃情侶餐、交換戒指和親密舉動等，但是卻逐漸發現其實兩人并不適合，兩人之後在一起上山看風景時同時提出并和平分手。
林政哲決定要在開學第一天到學校找何維倫復合，最後男主角方面的結局則以林政哲從後方擁抱何維倫作為結局。
但女主角方面卻沒那麼幸運，因顧忌年老多病的母親，郭依芹決定不再與李艾陵在一起，最後以悲傷的結局收尾。

## 出場演員

### 主要演員
| 角色   | 演員   | 介紹 |
| 林政哲 | 何育齊 | 台灣陽明高中三年十九班學生，籃球校隊成員，成績不是很理想，與何維倫是好朋友兼死黨。原本是異性戀。               |
| 何維倫 | 李家慶 | 台灣陽明高中三年十九班學生，是一名成績優秀的學生，班級畢業冊的工作人員，與林政哲是好朋友兼死黨。原本是異性戀。 |
| 郭依芹 | 范家榛 | 台灣陽明高中三年十九班學生，班級畢業冊的工作人員，與何維倫和林政哲是異性知心好友。                             |
| 李艾陵 | 曾慶珊 | 台灣陽明高中三年十九班學生，與何維倫和林政哲是異性知心好友。                                                   |

### 客串演員
| 角色       | 演員   |
| 張元碩     | 郭宗翰 |
| 上課老師   | 梁偉瑜 |
| 郭依芹母親 | 張春滿 |
| 球隊隊長   | 楊依樵 |
| 球隊隊員   | 李碩育 |
| 球隊隊員   | 吳昱慶 |
| 球隊隊員   | 徐偉智 |
| 球隊隊員   | 李杰濬 |
| 球隊隊員   | 李宜秦 |
| 球隊隊員   | 吳偉韶 |
| 班上同學   | 彭威莉 |
| 班上同學   | 陳思倩 |
| 班上同學   | 李宜樺 |
| 班上同學   | 萬學文 |
| 班上同學   | 周暐傑 |
| 班上同學   | 黃彥澄 |
| 班上同學   | 劉馥慈 |
| 班上同學   | 徐巧玲 |
| 班上同學   | 張芸荃 |
| 班上同學   | 楊湘微 |
| 班上同學   | 李侑動 |
| 班上同學   | 林均穎 |
| 班上同學   | 陳品儒 |

## 工作人員
| 职位     | 人员   |
| 監製     | 吳可文 |
| 指導老師 | 吳可文 |
| 指導老師 | 李宏耕 |
| 指導老師 | 賀天穎 |
| 導演     | 張凱傑 |
| 副導演   | 李瑞儂 |
| 美術     | 潘孟婷 |
| 編劇     | 張凱傑 |
| 製片     | 李瑞儂 |
| 總務     | 黃琳㵍 |
| 攝影     | 潘孟婷 |
| 攝影     | 蕭秉亞 |
| 燈光     | 陳建霖 |
| 燈光     | 陳昱禎 |
| 化妝     | 徐誥廷 |
| 化妝     | 李瑞儂 |
| 收音     | 黃琳㵍 |
| 道具     | 潘孟婷 |
| 器材     | 蕭秉亞 |
| 場記     | 陳昱禎 |
| 場記     | 李瑞儂 |
| 場記     | 郭美琴 |
| 剪輯     | 陳昱禎 |
| 剪輯     | 張凱傑 |
| 候製     | 蕭秉亞 |
| 候製     | 李瑞儂 |
| 成音     | 黃琳㵍 |
| 成音     | 潘孟婷 |
| 包裝     | 潘孟婷 |

## 電影插曲
| 歌名  | 演唱者     | 作詞       | 作曲       |
| Today | 銀巴士樂團 | 銀巴士樂團 | 銀巴士樂團 |
| 風箏  | 庭竹       | 庭竹       | 陳秀珠     |